# إبادة سكنية
يشير مصطلح الإبادة السكنية إلى التدمير المتعمد للمنازل بفعل بشري لتحقيق أهداف محددة. ويشمل ذلك التدمير الواسع النطاق للبيئة السكنية، بما يجبر السكان على النزوح إلى أماكن أخرى. 
نشأ هذا المفهوم في سبعينيات القرن العشرين، لكنه لم يكتسب معناه الحالي إلا في عام 2022، بعد صدور تقرير عن المقرر الخاص للأمم المتحدة المعني بالحق في السكن الملائم، بالاكريشنان راجاغوبال.  وقد جادل راجاغوبال بضرورة تعديل القانون الدولي ليُصنّف الإبادة السكنية كجريمة حرب. 

## أمثلة
تشمل الأمثلة التاريخية البارزة على الإبادة السكنية: القصف الأمريكي لطوكيو، والذي يُعدّ أكثر عمليات القصف غير النووي تدميرًا وفتكًا في التاريخ البشري،  بالإضافة إلى قصف وارسو ودرسدن، والتدمير الذي نفّذه نظام الخمير الحمر في كمبوديا. 
ويُعتبر القصف الإسرائيلي لقطاع غزة واحدًا من أكثر الحملات التدميرية في التاريخ الحديث.  وقد اتهم بالاكريشنان راجاغوبال، المستشار في الأمم المتحدة لشؤون السدود والمقرر الخاص المعني بالسكن الملائم، إسرائيل بارتكاب إبادة سكنية في قطاع غزة خلال الحرب الفلسطينية الإسرائيلية 2023. 
كما يشير جون بورتيوس وساندرا سميث في كتابهما "الإبادة السكنية: التدمير العالمي للمنزل" إلى قانون التهجير الهندي باعتباره مثالًا واضحًا على الإبادة السكنية. 

## روابط خارجية
- ""إبادة المنازل": من جرائم الإبادة التي ترتكبها إسرائيل في قطاع غزة". مؤسسة الدراسات الفلسطينية. مؤرشف من الأصل في 2024-12-04. اطلع عليه بتاريخ 2025-05-25.
- الإنسان، المرصد الأورومتوسطي لحقوق. "إسرائيل تتوسع في "إبادة المدن" كأداة لتنفيذ الإبادة الجماعية في غزة". المرصد الأورومتوسطي لحقوق الإنسان. اطلع عليه بتاريخ 2025-05-25.
- الإبادة السكنية: التدمير الجماعي للمنازل يجب أن يكون جريمة ضد الإنسانية، النشرة الإخبارية لأعضاء هيئة التدريس في معهد ماساتشوستس للتكنولوجيا (يناير - مارس 2024).
- Akesson، Bree؛ Basso، Andrew R. (فبراير 2022). From Bureaucracy to Bullets: Extreme Domicide and the Right to Home. Rutgers University Press. ISBN:978-1978802728.
- Azzouz، Ammar (نوفمبر 2022). Domicide: Architecture, War and the Destruction of Home in Syria. Bloomsbury. ISBN:978-1350248106.